# Wijkia cuynetii
Wijkia cuynetii là một loài Rêu trong họ Sematophyllaceae. Loài này được (Bizot) W. Schultze-Motel miêu tả khoa học đầu tiên năm 1975.